# Pakil
Pakil è una municipalità di quinta classe delle Filippine, situata nella Provincia di Laguna, nella Regione del Calabarzon.
Pakil è formata da 13 baranggay:
- Banilan
- Baño (Pob.)
- Burgos (Pob.)
- Casa Real
- Casinsin
- Dorado
- Gonzales (Pob.)
- Kabulusan
- Matikiw
- Rizal (Pob.)
- Saray
- Taft (Pob.)
- Tavera (Pob.)